# Giuliano Gradi
Giuliano Gradi (Mantova, 12 gennaio 1933 – Mantova, 10 luglio 2014) è stato un politico italiano.

## Biografia
Operaio vetrario, si iscrisse in giovane età al Partito Comunista Italiano. Membro della segreteria provinciale mantovana, fu presidente della UISP locale prima e successivamente del partito. 
Venne eletto nel consiglio comunale della città di Mantova dal 1964 al 1975. Eletto deputato della Repubblica per due legislature (restando in carica a Montecitorio dal 1979 al 1987), dopo la svolta della Bolognina nel 1989 aderì al Partito Democratico della Sinistra e successivamente ai Democratici di Sinistra.